# Virachola ecaudata
Virachola ecaudata är en fjärilsart som beskrevs av Gifford 1963. Virachola ecaudata ingår i släktet Virachola och familjen juvelvingar. Inga underarter finns listade i Catalogue of Life.